# Andrzejówka (powiat hrubieszowski)
Andrzejówka – wieś w Polsce położona w województwie lubelskim, w powiecie hrubieszowskim, w gminie Mircze.
| SIMC    | Nazwa               | Rodzaj    |
| ------- | ------------------- | --------- |
| 0894983 | Andrzejówka-Kolonia | część wsi |

W latach 1975–1998 miejscowość należała administracyjnie do województwa zamojskiego. 
Wieś jest sołectwem w gminie Mircze. Według Narodowego Spisu Powszechnego (III 2011 r.) liczyła 109 mieszkańców i była 22. co do wielkości miejscowością gminy Mircze.
Wierni Kościoła rzymskokatolickiego należą do parafii Zmartwychwstania Pańskiego w Mirczu.

## Historia
Wieś położona w środkowej części gminy Mircze, w obrębie Kotliny Hrubieszowskiej. Pierwsza wzmianka o tej miejscowości pochodzi z 1752, gdy nazywana była Jędrzejówką. Powstała zapewne na gruntach wsi Miętkie i należała do tych dóbr. W drugiej połowie XVIII wieku były one w posiadaniu Horodyskich. W pierwszej połowie XIX wieku notowano w Andrzejówce karczmę, która w 1845 uzyskała patent na dalsze prowadzenie wyszynku alkoholu. Wówczas wieś należała do gminy Miętkie i nazywała się Majdan Jędrzejówka, a właścicielem jej był baron Tadeusz Józef Wyszyński, sędzia pokoju powiatu Tomaszowskiego. Pod koniec XIX wieku wieś liczyła 14 domów i 207 morgi gruntów rolnych, natomiast folwark Jędrzejówka, wchodzący w skład dóbr Miętkie, liczył 174 morgi gruntów ornych, 25 mórg łąk, 306 mórg lasu i 4 morgi placów i nieużytków. W folwarku było 8 budynków drewnianych. Według spisu z 1921 wieś liczyła 53 domy i 234 mieszkańców, w tym 109 Ukraińców.